# Notholca hollowdayi
Notholca hollowdayi is een raderdiertjessoort uit de familie Brachionidae. De wetenschappelijke naam van deze soort is voor het eerst geldig gepubliceerd in 1995 door Dartnall.